# Pré-des-Surette
 (mars 2023).
Si vous disposez d'ouvrages ou d'articles de référence ou si vous connaissez des sites web de qualité traitant du thème abordé ici, merci de compléter l'article en donnant les références utiles à sa vérifiabilité et en les liant à la section « Notes et références ».
Le Pré-des-Surette ou Dover est un quartier du village canadien de Memramcook, au Nouveau-Brunswick. Il est situé sur la rive gauche de la rivière Petitcodiac.

## Histoire

### Origines et toponyme
Le quartier s'appelait à l'origine le Pré-des-Surette, du nom de Pierre Surette, le premier colon acadien établi à cet endroit en 1745. Le toponyme est encore utilisé, en particulier dans un contexte historique. Les anglophones établis au village au début du XIXe siècle utilisèrent ce nom pendant un certain temps, avant d'utiliser le nom Dover, d'origine celte.